# Димитър Кирлиев
Димитър (Мицо) Наков Кирлиев (Кирилиев, Керелиев, Керлиев) е български революционер, деец на Вътрешната македоно-одринска революционна организация, учител.

## Биография
Роден е в 1875 или 1876 година в българския южномакедонски град Кукуш, тогава в Османската империя, днес Килкис в Гърция, в семейството на Нако и Мария Кирлиеви. Негов по-малък брат е Костадин Кирлиев; сестра им Слава е учителка.
Завършва българската католическа семинария в Солун. Влиза във ВМОРО и става четник при Гоце Делчев, като агитира в Серския революционен окръг. В 1903 година помага на Пейо Яворов за издаването на вестник „Свобода или смърт“ в село Крушево. През 1906 – 1907 година е войвода на ВМОРО в Кочанско.
Учителската му кариера, както и революционната, започва в Драмско.
| Чета на Димитър Кирлиев, 14 май 1907 година | Чета на Димитър Кирлиев, 14 май 1907 година | Чета на Димитър Кирлиев, 14 май 1907 година | Чета на Димитър Кирлиев, 14 май 1907 година | Чета на Димитър Кирлиев, 14 май 1907 година |
| Номер                                       | Име                                         | Селище                                      | Околия                                      | Забележка                                   |
| ------------------------------------------- | ------------------------------------------- | ------------------------------------------- | ------------------------------------------- | ------------------------------------------- |
| 1.                                          | Димитър Кирлиев                             | Кукуш                                       |                                             |                                             |
| 2.                                          | Лазар Митков                                | Ранковци                                    | Паланечка                                   |                                             |
| 3.                                          | Петруш Иванов                               | Ранковци                                    | Паланечка                                   |                                             |
| 4.                                          | Трайко Кръстев                              | Петралица                                   | Паланечка                                   |                                             |
| 5.                                          | Илия Костантинов                            | Свищов                                      |                                             |                                             |
| 6.                                          | Никола Минималев                            | Велес                                       |                                             |                                             |
| 7.                                          | Тодор Иванов                                | Скопие                                      |                                             |                                             |
| 8.                                          | Яким Спасов                                 | Конопница                                   | Паланечка                                   |                                             |
| 9.                                          | Денко Дедев                                 | Псача                                       | Паланечка                                   |                                             |
| 10.                                         | Стайко Николов                              | Псача                                       | Паланечка                                   |                                             |
| 11.                                         | Стоян Спасов                                | Гиновци                                     | Паланечка                                   |                                             |
| 12.                                         | Иван Николаев                               | Пловдив                                     |                                             |                                             |
| 13.                                         | Петре Станков                               | Гиновци                                     | Паланечка                                   |                                             |
| 14.                                         | Арсо Цветков                                | Радибуш                                     | Паланечка                                   |                                             |
| 15.                                         | Теодор Тодоров                              | Милутинци                                   | Паланечка                                   |                                             |
| 16.                                         | Трайко Стефанов                             | Радибуш                                     | Паланечка                                   |                                             |
| 17.                                         | Георги Китанов (Чичето)                     | Дренък                                      | Паланечка                                   | [ 5 ]                                       |

| Чета на Димитър Кирлиев, 24 юни 1907 година | Чета на Димитър Кирлиев, 24 юни 1907 година | Чета на Димитър Кирлиев, 24 юни 1907 година | Чета на Димитър Кирлиев, 24 юни 1907 година | Чета на Димитър Кирлиев, 24 юни 1907 година |
| Номер                                       | Име                                         | Селище                                      | Околия                                      | Забележка                                   |
| ------------------------------------------- | ------------------------------------------- | ------------------------------------------- | ------------------------------------------- | ------------------------------------------- |
| 1.                                          | Мицо Кирлиев                                | Кукуш                                       |                                             |                                             |
| 2.                                          | Тодор Иванов                                | Скопие                                      |                                             |                                             |
| 3.                                          | Алекса Тачов                                | Кюстендил                                   |                                             |                                             |
| 4.                                          | Алекса Трендафилов                          | Цалапица                                    | Пловдивска                                  |                                             |
| 5.                                          | Трифон Михаилов                             | Костиево                                    | Пловдивска                                  |                                             |
| 6.                                          | Кръсто Спасов                               | Костиево                                    | Пловдивска                                  |                                             |
| 7.                                          | Коста Кирков                                | Долен                                       | Неврокопска                                 |                                             |
| 8.                                          | Димитър Ангелов                             | Милотинци                                   | Паланечка                                   |                                             |
| 9.                                          | Атанас Тодоров                              | Милотинци                                   | Паланечка                                   |                                             |
| 10.                                         | Милан Тодев                                 | Велес                                       |                                             |                                             |
| 11.                                         | Никола Минималчев                           | Велес                                       |                                             |                                             |
| 12.                                         | Осман Паун                                  |                                             |                                             |                                             |
| 13.                                         | Теодос Тодоров                              | Милотинци                                   | Паланечка                                   | [ 6 ]                                       |

Убит е преди 1918 година.
- Семейството на Нако Кирлиев при българското екзархийско преброяване в Кукуш, 1906/1907
- Семейството на Нако-Кирлиевия син Илия при българското екзархийско преброяване в Кукуш, 1906/1907